# 進教之佑主教座堂 (戈亞尼亞)
圣母进教之佑主教座堂 (英语：Our Lady Help of Christians Cathedral)是天主教戈亚尼亚总教区（拉丁文：Archidioecesis Goianiensis）的主教座堂，位于巴西戈亚斯州首府戈亚尼亚。
该堂创建于1937年。1956年3月26日，庇护十二世创建天主教戈亚尼亚总教区，该堂遂升为主教座堂。